# 陈修斋
陈修斋（1921年—1993年），字哲民，男，浙江东阳人，中国西方哲学史家，曾任武汉大学教授、博士生导师。